# Cinemax (Asia)
Cinemax Asia es un canal de televisión de pago panasiático que forma parte de la red HBO Asia. Presenta películas de acción, ciencia ficción, suspenso y comedia para adultos. Cinemax Asia tiene su sede en la oficina de Warner Bros. Discovery Asia en Singapur.

## Historia
En marzo de 2009, Cinemax Asia pasó a llamarse "Max Asia" para atraer a los espectadores masculinos. El logotipo de Max Asia también se ha rediseñado en línea con el cambio de marca. Bajo el permiso registrado de HBO Network, Max Asia se convirtió en un canal de películas estadounidense.
Max Asia cambia su identidad, su color de fondo amarillo se reemplaza por un color rojo con un enfoque más audaz para que coincida con su contraparte estadounidense original, con nuevas películas de acción y suspenso y ahora es un competidor de su rival Fox Action Movies .
Durante octubre de 2021, Cinemax Asia presentó películas de terror en una promoción de Maximum Horror .